# The Best of 1990–2000
| 전문가 평가          | 전문가 평가 |
| 평가 점수            | 평가 점수   |
| 출처                 | 점수        |
| -------------------- | ----------- |
| Allmusic             | [ 2 ]       |
| Blender              | [ 3 ]       |
| Entertainment Weekly | B−          |
| Pitchfork Media      | 5.6/10      |
| Rolling Stone        | [ 6 ]       |

《The Best of 1990–2000》은 아일랜드의 록 밴드 U2의 두 번째 컴필레이션 음반이다. 2002년 11월 5일, 아일랜드 레코드를 통해 발매되었으며, 싱글 디스크 CD 컴필레이션로서 인터스코프 레이블에 음반이 발매된 미국을 제외한다. 《The Best of 1990–2000 & B-Sides》는 1990년부터 2000년까지 발매된 B-사이드 중 14개가 수록된 두 번째 디스크와 음반 트레일러와 다른 3개 부문으로 구성된 보너스 DVD로 같은 날 발매되었다. 이후 2002년 12월, 동명의 비디오 음반이 발매되었다.
이 음반에는 〈Electrical Storm〉과 〈The Hands That Built America〉라는 새로 녹음된 두 곡이 수록되어 있는데, 후자는 《갱스 오브 뉴욕》에 사운드트랙으로 발매되었고 전자는 싱글로 발매되었다. 이 음반에는 여러 곡의 "새로운 믹스"와 함께 〈Hold Me, Thrill Me, Kiss Me, Kill Me〉(1995년 싱글로 발매되었으나 이전에 U2 음반에 수록되지 않은 곡)와 〈Miss Sarajevo〉(원래 탑승객에게 공적을 인정받았고 1995년에 싱글로도 발매되었다)라는 곡도 수록되었다.
국제 음반 산업 협회에 따르면 이 음반은 13개국에서 1위를 차지했으며 2002년 12번째로 많이 팔린 음반이다.

## 곡 목록
| #   | 제목                                       | 음반                                         | 재생 시간 |
| --- | ------------------------------------------ | -------------------------------------------- | --------- |
| 1.  | 〈Even Better Than the Real Thing〉        | 《Achtung Baby》 (1991년)                    | 3:39      |
| 2.  | 〈Mysterious Ways〉                        | 《Achtung Baby》                             | 4:02      |
| 3.  | 〈Beautiful Day〉                          | 《All That You Can't Leave Behind》 (2000년) | 4:05      |
| 4.  | 〈Electrical Storm (William Orbit mix)〉   | 비음반 싱글                                  | 4:37      |
| 5.  | 〈One〉                                    | 《Achtung Baby》                             | 4:35      |
| 6.  | 〈Miss Sarajevo〉                          | 《Original Soundtracks 1》 (1995년)          | 4:30      |
| 7.  | 〈Stay (Faraway, So Close!)〉              | 《Zooropa》 (1993년)                         | 4:58      |
| 8.  | 〈Stuck in a Moment You Can't Get Out Of〉 | 《All That You Can't Leave Behind》          | 4:31      |
| 9.  | 〈Gone (New mix)〉                         | 《Pop》 (1997년)                             | 4:32      |
| 10. | 〈Until the End of the World〉             | 《Achtung Baby》                             | 4:38      |
| 11. | 〈The Hands That Built America〉           | 비음반 싱글                                  | 4:57      |
| 12. | 〈Discothèque (New mix)〉                  | 《Pop》                                      | 4:40      |
| 13. | 〈Hold Me, Thrill Me, Kiss Me, Kill Me〉   | 《Batman Forever Soundtrack》 (1995년)       | 4:44      |
| 14. | 〈Staring at the Sun (New mix)〉           | 《Pop》                                      | 4:48      |
| 15. | 〈Numb (New mix)〉                         | 《Zooropa》                                  | 4:21      |
| 16. | 〈The First Time〉                         | 《Zooropa》                                  | 3:44      |

## 참여 인원
- 보노 - 리드 보컬, 기타
- 디 에지 - 기타, 키보드, 보컬
- 아담 클레이튼 - 베이스 기타
- 래리 멀런 주니어 - 드럼, 퍼커션

## 인증
| 국가                                                  | 인증        | 판매량/출하량 |
| ----------------------------------------------------- | ----------- | ------------- |
| 아르헨티나 (CAPIF)                                    | 2× 플래티넘 | 80,000^       |
| 오스트레일리아 (ARIA)                                 | 2× 플래티넘 | 140,000^      |
| 오스트리아 (IFPI 오스트리아)                          | 플래티넘    | 30,000*       |
| 벨기에 (BEA)                                          | 2× 플래티넘 | 100,000*      |
| 브라질 (Pro-Música Brasil)                            | 플래티넘    | 125,000*      |
| 캐나다 (뮤직 캐나다)                                  | 3× 플래티넘 | 300,000^      |
| 덴마크 (IFPI Danmark)                                 | 플래티넘    | 50,000^       |
| 핀란드 (Musiikkituottajat)                            | 골드        | 29,864        |
| 프랑스 (SNEP)                                         | 2× 골드     | 200,000*      |
| 독일 (BVMI)                                           | 골드        | 150,000^      |
| 그리스 (IFPI 그리스)                                  | 플래티넘    | 30,000^       |
| 헝가리 (MAHASZ)                                       | 골드        | 10,000^       |
| 이탈리아 (FIMI) sales since 2009                      | 골드        | 25,000*       |
| 일본 (RIAJ)                                           | 골드        | 100,000^      |
| 멕시코 (AMPROFON)                                     | 골드        | 75,000^       |
| 네덜란드 (NVPI)                                       | 플래티넘    | 80,000^       |
| 뉴질랜드 (RMNZ)                                       | 4× 플래티넘 | 60,000^       |
| 폴란드 (ZPAV)                                         | 골드        | 35,000*       |
| 스페인 (PROMUSICAE)                                   | 플래티넘    | 100,000^      |
| 스웨덴 (GLF)                                          | 골드        | 30,000^       |
| 스위스 (IFPI 스위스)                                  | 2× 플래티넘 | 80,000^       |
| 영국 (BPI)                                            | 2× 플래티넘 | 600,000^      |
| 미국 (RIAA)                                           | 플래티넘    | 1,000,000^    |
| 요약                                                  |             |               |
| 유럽 (IFPI)                                           | 3× 플래티넘 | 3,000,000*    |
| *판매량을 기반으로 한 인증 ^출하량을 기반으로 한 인증 |             |               |